# Бабушкин, Андрей Владимирович
Андре́й Влади́мирович Ба́бушкин (род. 28 января 1964, с. Звягино, Пушкинский район, Московская область — 14 мая 2022, Москва) — российский правозащитник, общественный и политический деятель, поэт, писатель и публицист.
Член Совета при президенте РФ по развитию гражданского общества и правам человека (СПЧ) и ряда других советов при органах власти, председатель правозащитной организации «Комитет за гражданские права». Член федерального Бюро партии «Яблоко», депутат Моссовета (1990-1993), депутат Совета депутатов муниципального округа Отрадное (2008—2022).
Автор ряда инициатив, направленных на гуманизацию пенитенциарной системы, один из инициаторов создания общественных советов при российских правоохранительных органах. Соавтор законов: «О предупреждении детской безнадзорности», «Об общественном контроле за соблюдением прав человека в местах принудительной изоляции», «О полиции», «О пробации в Российской Федерации» и ряда других.
Написал более 20 книг и брошюр на правозащитные и исторические темы, в их числе: «Настольная книга заключенных и их родственников», «Сотруднику полиции о правах человека», «Россиянин — значит интернационалист», «Исторические прогулки по Отрадному, Медведкову, Бутырскому Хутору и их окрестностям».

## Биография

### Детство
Родился 28 января 1964 года в посёлке Звягино Пушкинского района Московской области.
Мать — Ротштейн Светлана Марковна, архитектор (1937—2004). Отец — Бабушкин Владимир Ульянович, доктор философских наук, профессор, народный заседатель Верховного Суда РФ (1938—2008).
До 9 лет учился в начальной школе пос. Клязьма (т. н. «новостройка»), жил с бабушкой и дедушкой в пос. Звягино. После смерти бабушки в 1972 году родители забрали Андрея к себе в город Пушкино, и Андрей стал учиться в школе № 6 г. Пушкино, которую окончил в 1981 году.
В 1978 году вступил в комсомол. В 1979—1981 годах избирался комсоргом школы.
В 1977 году окончил Пушкинскую музыкальную школу по классу гобоя. В 1978—1981 годах — председатель школьного Клуба интернациональной дружбы «Красная Гвоздика». В 1979—1981 годах — президент Пушкинского районного клуба интернациональной дружбы, вице-президент Московского городского клуба интернациональной дружбы.
С 1980 года участвовал в коммунарском движении, основанном педагогом И. Ивановым, был участников коммунарских сборов.
Летом 1979, 1980, 1981, 1982 года работал в пионерских лагерях «Искра» и «Зоркий» Красногорского района руководителем клуба интернациональной дружбы «Братство» и «Эпоха». После завершения работы лагеря клуб «Эпоха» в течение 2 лет существовал как неформальное молодёжное объединение.
В 1981 году вместе с мамой переехал в московский район Отрадное и стал жить в коммунальной квартире в доме 13 на ул. Бестужевых. В 1983 года путём обмена вместе с мамой переехал на ул. Санникова.

### 1980-е годы
В 1981 году поступил на отделение научного коммунизма факультета философии МГУ им. Ломоносова (вечернее отделение).
С сентября 1981 года стал работать дворником школы № 36 г. Москвы.
С сентября 1982 года — руководитель кружка изучения атеизма и религии школы № 36.
С сентября 1983 года — руководитель Клуба интернациональной дружбы (КИД) Кировского района г. Москвы, методист Кировского дома пионеров № 1 по интернациональному воспитанию. Создал или воссоздал КИДы в 22 школах района, где они отсутствовали.
В ноябре 1984 — октябре 1986 года проходил службу в армии. Окончил учебку в дер. Юкки пос. Парголово Ленинградской области по специальности оператор ПТУРС. Затем был направлен для прохождения службы в Германию, где проходил службу в мотострелковом полку в местечке Шинау г. Лейпциг («Шинавский полк»), приобрёл военную специальность «артиллерист-разведчик», проходил службу в должностях командира отделения взвода управления минометной батареи, и. о. замполита учебной роты. В армии вступил кандидатом в члены КПСС, являлся заместителем секретаря комитета комсомола полка. Во время службы в армии по инициативе агитатора полка майора А. М. Куяниченко написал свою первую работу — историю полка. В армии активно боролся с дедовщиной.
После демобилизации перевёлся с вечерней на дневную форму обучения, снова поступил на работу в Дом пионеров, однако на более низкую должность руководителя кружка. Летом 1988 года был обманом уволен с работы. В 1988/1989 учебном году работал в школах № 967, 968, 215 учителем истории и географии.
В 1987—1989 годах возглавляемый А. В. Бабушкиным Клуб интернациональной дружбы «Юные коммунары-интернационалисты» (ЮКИ) был преобразован в неформальную молодёжную организацию под тем же названием, которая в 1987 году вошла в состав Федерации социалистических общественных клубов, а в 1988 году — в состав Московского народного фронта. Бабушкин вошёл в оргкомитет как глава организации «Юные коммунары-интернационалисты». Входил в большинство, считавшее, что решения должны приниматься большинством голосов, а не консенсусом. После преобразования оргкомитета в Оргсовет входил в его состав. В октябре 1988 года был избран в Координационный совет МНФ.
В 1989 году закончил отделение научного коммунизма философского факультета МГУ по специальности «преподаватель научного коммунизма». Защитил диплом по теме неформальные молодёжные движения.
В 1989—1990 годах работал научным сотрудником НИЦ ВЦСПС, помогал налаживанию сотрудничества между профсоюзами и молодёжными движениями.
В 1990 году был избран депутатом Моссовета по избирательному округу № 127.
Хобби — изучение Северо-Востока Москвы, этнография, история России, нумизматика, путешествия, чтение фантастики.
По религиозной принадлежности православный (Русская православная старообрядческая церковь) — старовер.
Умер 14 мая 2022 года. Похоронен на Митинском кладбище Москвы. 

## Правозащитная и общественная деятельность

### Начало правозащитной деятельности
Ещё в составе Моссовета стал членом Комиссии Моссовета по законности, возглавил в 1991 году комиссию Москвы по делам тюрем и предупреждению правонарушений.
После роспуска Моссовета избран директором Общества попечителей пенитенциарных учреждений.

### Комитет «За гражданские права»
В ноябре 1993 года — феврале 1995 года являлся исполнительным директором Общества попечителей пенитенциарных учреждений. Организовал регулярное посещение колоний и СИЗО Московской области с концертами, приёмом по правовым вопросам, лекциями, раздачей гуманитарной помощи.
В феврале 1995 — конце 1996 года работал председателем правления благотворительной организации «Новый Дом».
В сентябре 1996 года после ухода из благотворительной организации «Новый дом» стал одним из инициаторов и создателей региональной общественной благотворительной организации «Комитет за гражданские права». Другим инициаторами создания организации стал В. Г. Габисов. Среди учредителей Комитета были В.У. Бабушкин, А.В. Дегтярёв, А.В. Абдулин, Ю.И. Брыгин, Л.С. Левинсон, И.И. Жуков, А. Савушкин, Д.А. Шевченко и другие близкие А. Бабушкину люди.
Был избран председателем организации. С 2002 по 14 мая 2022 года работал в должности председателя межрегиональной общественной благотворительной организации «Комитет за гражданские права».19 сентября 1996 года прошло учредительное собрание. Председателем избран Бабушкин, исполнительным директором — В. Г. Габисов.
После вторжения России на Украину в 2022 году и последующих за этим санкций комитет испытывал существенные проблемы ввиду отсутствия грантов.

### Помощь беспризорным детям и сиротам
С 1990 года стал заниматься проблемами беспризорных детей. В 1990—1993 годах совместно с председателем Комиссии по делам несовершеннолетних Москвы Балашевым Е. Б. организовал несколько рейдов на вокзалы Москвы по выявлению беспризорных детей и их возвращению в социально благоприятную среду.
В 1994 году вошёл в рабочую группу по проблемам детской безнадзорности и беспризорности, созданную при российском представительстве Международного Красного Креста.
В 1998—1999 годах участвовал в разработке закона № 120-ФЗ «Об основах системы профилактики безнадзорности и правонарушений несовершеннолетних», однако большинство предложений Бабушкина, например о том, что НКО должны стать субъектами борьбы с детской безнадзорностью, в закон включены не были.
В 1999—2005 годах руководил программой Комитета за гражданские права по оказанию помощи беспризорным детям. В рамках этой программы несколько сотен детей были направлены (возвращены) в социально благоприятную среду. В связи с отсутствием внимания органов социальной защиты и правоохранительных структур к данной проблеме в марте 2001 года поселил 36 беспризорных детей в офисе Комитета за гражданские права. Возвращение этих детей в семьи и детские учреждения заняло более года. Публикации СМИ об этих детях стало одним из толчков изменения государственной политики в отношении беспризорников и принятия указа Президента РФ о борьбе с детской беспризорностью.
Вместе А. В. Маяковым написал пособие для студентов-волонтёров, работающих с безнадзорными детьми «Волонтёры и беспризорники».
В качестве муниципального депутата района «Отрадное» и руководителя Комитета «За гражданские права» принял участие в создании и стал одним из соучредителей Футбольного Клуба Детских Домов (ФКДД) «Русь» и организации Кубков Москвы по мини-футболу среди воспитанников и выпускников детдомов и школ-интернатов в 2009—2014 годах[8]. Написал одно из первых пособий для российских сирот «Когда за спиною детский дом».
Является членом Попечительского Совета Социально-реабилитационного центра «Отрадное».

#### Участие в разработке законодательных норм
В 1991—1993 годах участвовал в разработке поправок в Исправительно-трудовой Кодекс РСФСР.
В 1995 году стал членом рабочей группы Государственной Думы Российской Федерации по разработке Федерального закона «О содержании под стражей подозреваемых и обвиняемых…». В том же году впервые выдвинул идею о разработке закона об общественном контроле за СИЗО, написал первый текст законопроекта.
Участвовал в работе над проектами УК РФ 1996 года и УПК 2001 года, в состав рабочих групп не входил, однако смог добиться включения в законопроект ряда важных положений. Тем не менее, основные свои идеи — сохранение институтов общественного защитника, народных заседателей и принципа полноты, объективности и всесторонности предварительного и судебного следствия — отстоять не смог.
Был одним из разработчиков проекта амнистии 2000 года, автором концепции амнистии для женщин и детей 2001 года, автором ряда положений поправок в УК РФ от декабря 2003 года (сокращение несовершеннолетним минимального срока при совершении преступлений, возможность продления несовершеннолетним испытательного при совершении более тяжкого преступления, о разовых дозах наркотических средств, как критерия крупного и особого крупного размера наркотических средств).
Вместе с М. А. Слободской добился внесения ряда поправок в законопроект «О порядке рассмотрения обращений граждан».
В 2010—2011 годах являлся членом рабочей группы МВД РФ по разработке проекта ФЗ «О полиции», добился внесения в него ряда норм, например о праве на телефонный разговор после задержания, обязанности полицейских представиться любому гражданину по его требованию, гражданах, как субъекте общественного контроля, упоминания общественных советов при органах внутренних дел, высшем звании в МВД генерал полиции Российской Федерации.
Участвовал в работе не менее, чем над 15 федеральными законами, в том числе законом «О порядке рассмотрения обращений граждан».
В 2001 году был одним из инициаторов направления на доработку проекта Кодекса РФ об административных правонарушениях, написав и распространив среди депутатов и СМИ брошюру «Чем нам грозит новый Административный Кодекс».

#### Участие в работе Общественных Советов
В 2001 году вошёл в состав Рабочей группы по подготовке «Гражданского Форума» в Кремле, вёл одну из секций Форума. Именно на этой секции были впервые сформулированы предложения о создании при правоохранительных органов общественных советов, как советов из представителей общественности. В 2001—2002 годах вошёл в состав самых первых из таких Общественных Советов — при Прокуратуре Москвы и при Министерстве юстиции России. Был инициатором предложения назначить председателем Общественного Совета при Минюсте В. В. Борщёва.
В 2005 году стал одним из инициаторов создания Совета по взаимодействию с правозащитными организациями и СМИ при ГУВД Москвы (в дальнейшем переименован в Общественный Совет при ГУ МВД России по г. Москве). С 2013 по 2020 год был заместителем председателя этого Общественного совета. Член Общественного Совета при ГУ МВД по г. Москве с 2004 года по настоящее время.
В 2005—2012 годах являлся членом Общественного Совета при МВД России, членом Координационного Совета Общественных Советов при органах внутренний дел. Написал книжки «Сотруднику полиции о правах человека», «Как подготовить отдел внутренних дел к проверке».

#### Реформа пенитенциарной системы
С 1991 года стал заниматься вопросами реформы пенитенциарной системы. Выступил за снижение численности тюремного населения, сохранения в качестве целей наказания исправления и перевоспитания, преемственности в работе с преступниками различных правоохранительных органов, сокращение оперативной работы в местах лишения свободы, введении института зачёта сроков, введении новых эффективных видов наказания, например такого, как «воскресные тюрьмы», распространение института прекращения дела за примирением с потерпевшим на тяжкие преступления.
Поддержал инициативы ФСИН России о создании Центров исправления заключённых, Интернет-магазинов, системы «ФСИН-письмо», расширение в СИЗО перечня разрешённых предметов.
Подверг резкой критике Концепцию реформы уголовно-исполнительной системы в 2010—2020 годах — в первую очередь за предложение перейти от отрядной в покамерной системе содержания.
Выступил автором более 800 различных рекомендаций, направленных на повышение эффективности уголовно-исполнительной системы. С 2012 года является основным разработчиком Президентского Совета по правам человека в сфере пенитенциарной реформы.
В 2014 году выступил одним из инициаторов создания Межведомственной рабочей группы по доработке Концепции реформы уголовно-исполнительной системы и вошёл в её состав.

#### Участие в разработке норм закона об ОНК
В 1995—1996 годах участвовал в деятельности рабочей группы Государственной Думы Российской Федерации по разработке ФЗ «Об общественном контроле за соблюдением прав человека в местах принудительного содержания», является автором ряда норм данного закона, по инициативе С. И. Григорянца написал самый первый вариант этого закона.
В 1993—1998 годах вместе со своими сотрудниками посещал СИЗО и ИК УИН Московской области, совмещая благотворительно-культурную и социальную помощь с общественным контролем за соблюдением прав человека.
С 2004 года в условиях, когда принятие закона об общественном контроле за местами принудительного содержания было заблокировано, начал в порядке гражданской инициативы проведение проверок отделений милиции. Данная инициатива была поддержана начальником ГУВД Москвы В. В. Прониным, а затем министром внутренних дел РФ Р. Г. Нургалиевым, что сыграло важную роль в принятии закона об общественном контроле.
С 2002 года инициировал проверки комнат приёма передач и свиданий СИЗО Москвы, что позволило навести в них относительный порядок.

### Участие в Общественной наблюдательной комиссии Москвы
Вошёл в состав 2-го состава ОНК в 2010 году, так как в 2008 году ошибочно исходил из несовместимости мандатов члена ОНК и депутата органа местного самоуправления.
В 2010 году бы избран заместителем председателя ОНК города Москвы. В 2013 году отказался от поста заместителя председателя Комиссии.
Писал годовой отчёт ОНК города Москвы за 2012 год.
Являясь членом Президиума Общероссийской организации «Офицеры России» сыграл значительную роль в примирении В. В. Борщёва и А. В. Цветкова.

#### Конфликт при формировании третьего состава ОНК
Являлся участником конфликта при формировании третьего состава ОНК: первоначально пытался организовать переговоры между В. В. Борщёвым и А. В. Цветковым по поводу того, кто из них займёт пост председателя ОНК, сам от поста председателя Комиссии отказался, поддержал кандидатуру В. В. Борщёва.
В 2016 году в состав Комиссии назначен не был под предлогом несовместимости статусов районного депутата и члена ОНК. В соответствии с регламентом ОНК Москвы, являясь экспертом ОНК Москвы, был избран Почётным председателем ОНК города Москвы.

### Работа в Президентском Совете по правам человека
На основании Указа Президента РФ № 1513 о внесении изменений в состав Совета от 12 ноября 2012 года был включён в состав Совета при Президенте РФ по развитию гражданского общества и правам человека.
Решением Совета А. Бабушкин в декабре 2012 года был назначен председателем Рабочей группы № 10 по содействию деятельности ОНК и пенитенциарной реформе. В дальнейшем эта рабочая группа была преобразована в постоянную комиссию Совета. В 2016 году по инициативе Бабушкина в полномочия комиссия были включены также вопросы профилактики правонарушений.
Бабушкин входит также в состав Постоянных Комиссий СПЧ по социальной политике, по вопросам миграции, временную рабочую группу по Украине. Участвовал в российско-украинском диалоге в 2015 году в городе Кошице (Словакия).
В Совете Бабушкин также занимается вопросами зашиты прав коренных и коренных малочисленных народов.
По инициативе Бабушкина Совет провёл две Недели общественного контроля на территории Северного Кавказа, Недели общественного контроля в Мурманской, Тверской, Московской и Свердловской областях, Забайкальском крае и иных регионах, в ходе которых был выявлен и устранён ряд нарушений прав человека.
В качестве члена СПЧ провёл свыше 400 различных проверок учреждений, где имели место нарушения прав человека.
В 2016 году Бабушкин дважды избирался сопредседателем президиума Совета.
В 2016—2017 годах был одним из наиболее острых критиков Общественной палаты России за нарушения, допущенные при формировании ОНК.
Вместе с Т. Г. Морщаковой готовил проекты амнистий 1993 и 1995 годов. Однако большая положений, предложенных Бабушкиным и одобренных СПЧ, например, о том, что осуждённые за корыстные преступления, добровольно возместившие ущерб, должны получить преимущества при освобождении от наказания, поддержаны не были.

##### Проект амнистии к 20-летию Конституции России
В октябре 2013 года Совет по правам человека одобрил на своём заседании и направил президенту проект широкой амнистии к 20-летию действующей Конституции России. Разработкой проекта амнистии занимались две комиссии Совета под руководством Бабушкина и Морщаковой.

Амнистия, по словам Бабушкина, предусматривает не только выход на свободу нескольких категорий заключённых, но и смягчение условий и сокращение сроков для других категорий, передает информационное агентство РБК. Амнистия должна иметь долговременный эффект в один-три года. Она позволит сократить тюремное население и провести разумную пенитенциарную реформу.— СПЧ: 200 тыс. осужденных получат амнистию - РБК daily
Председатель «Комитета за гражданские права» Андрей Бабушкин во время общения с Путиным критически отозвался о президентском проекте амнистии к 20-летию Конституции, который накануне был внесён на обсуждение в Государственную Думу.
Я сказал, что проект амнистии в его нынешнем виде декоративный. Он освобождает примерно 1,5 % людей, которые находятся в местах лишения свободы. Но если у нас примерно на 15 % было сокращено число сотрудников уголовно-исполнительной системы, то логично было бы на эту же цифру сократить и количество зэков.
Бабушкин предложил расширить проект амнистии таким образом, чтобы под неё подпадали, например, смертельно больные люди, а также те, кому до окончания срока заключения осталось меньше года. Отдельно Бабушкин высказался и о «болотном деле», назвав все происшедшее 6 мая 2012 года провокацией неизвестных, ни один из которых так и не был задержан. Правозащитник призвал главу государства распространить амнистию на всех фигурантов «болотного дела», а не только на часть из них.

## Политическая деятельность

### Партийная деятельность
В 1985 году вступил кандидатом в члены КПСС. В 1987 году стал членом партии. В 1980—1988 годах неоднократно проводил публичные молодёжные дискуссии о возможности построения коммунизма, на которых пытался сформулировать положения об экономических, социальных и политических условиях построения коммунистического общества.
В 1988—1989 годах был в конфликте с Кировским РК КПСС из-за действий райкома, направленных на увольнение Бабушкина с работы в школах.
В 1990 году вышел из КПСС и вступил в Партию труда, которая так и не была зарегистрирована.
В 1995 году по предложению Г. В. Старовойтовой вступил в партию «Демократическая Россия», из которой вышел в 1999 году после фактического прекращения активной деятельности партийной организации.
В 1999 году вступил в объединение «Яблоко». Член руководства правозащитной фракции. Также входит в состав фракции «Зеленая Россия».
С 2001 года — член Регионального Совета Московского «Яблока». С 2003 года — член Партийного Арбитража Партии «Яблоко». В 2008—2012 годах — Председатель Партийного Арбитража Партии «Яблоко». Выступил инициатором восстановления в партии Ильи Яшина, однако съездом данное решение было отменено.
С 2003 года — член Федерального Совета РОДП «Яблоко».
С 2003 года — председатель Комиссии Московского «Яблоко» по работе с правоохранительными органами. Заместитель Председателя Московского регионального отделения Яблока.
С 2011 года — член бюро РОДП «Яблока».
В 2015 году переизбран членом бюро РОДП «Яблока».

### Участие в выборах
На выборах в Мосгордуму 2001 года баллотировался по округу № 11, занял 2-е место с результатом 26,87 %.
Был включён в Московскую часть партийного списка на выборах в Государственную Думу 2003 года, а также выдвигался кандидатом по Медведковскому одномандатному округу города Москвы (3-й результат 9,08 % при 2-м результате у кандидата «против всех»).
На выборах в Мосгордуму в 2005 года был в объединённом списке Яблока и СПС (под именем Яблока) в округе № 4, в этом округе список занял 3-е место с результатом 8,46 %[15].
В 2006 году пытался выдвинуть свою кандидатуру на дополнительных выборах в Госдуму по Медведковскому округу, но не был зарегистрирован.
На выборах в Государственную Думу в 2007 года входил в региональную группу № 90 списка партии.
В 2009 году входил в список партии на выборах в Мосгордуму, а в 2011 — в Государственную Думу.
В 2011 году возглавил партийный список на выборах депутатов Государственной Думы по Республике Татарстан.
10 июля 2013 года кандидат в мэры Москвы Митрохин передал в Мосгоризбирком список кандидатов в Совет Федерации, один из которых должен быть выбран Московской городской думой в случае избрания Митрохина мэром. Среди них была и кандидатура Бабушкина.
В 2014 году занял второе место на выборах в депутаты Мосгордумы.
В 2016 году занял третье место (из 9) на выборах в Государственную Думу, показав один из наиболее высоких результатов у кандидатов от партии «Яблоко» по стране и один из лучших по соотношению полученных голосов и затраченных на избирательную кампанию денег.
В 2017 году переизбран депутатом Совета депутатов района Отрадное города Москвы.
В 2019 году не был допущен до выборов депутатов Мосгордумы территориальной избирательной комиссией.
В феврале 2021 года сообщил о своём намерении избираться в Государственную думу, позже было объявлено о его выдвижении по Медведковскому одномандатному округу, где его конкурентами станут избранный в данном округе депутат от КПРФ Денис Парфёнов и актёр Дмитрий Певцов.

### Депутат Моссовета
В составе Московского народного фронта (МНФ) создал и возглавил комиссию по национальным отношениям. В январе 1990 года выезжал в Баку, где принимал участие в общественном расследовании армянских погромов и гибели мирного населения при вводе в Баку внутренних войск МВД СССР.
В марте 1990 года выиграл выборы в Моссовет как кандидат МНФ.
После избрания депутатом Моссовета был инициатором создания Комиссии по вопросам беженцев, которую возглавил один из его коллег по МНФ А. Ю. Мельников. Вошёл в состав Комиссии Моссовета по законности и правопорядку, был заместителем подкомиссии по правам человека. В 1991 году создал и возглавил Комиссию Моссовета по делам спецучреждений, реадаптации и профилактике правонарушений. Был одним из инициаторов снятия милицейским охраны со зданий Моссовета, райсоветов и районных судов, передачи Мосгорсуду здания Куйбышевского райкома партии, инициатором введения городской доплаты для сотрудников СИЗО и полиции, переоборудования закрывающихся ЛТП в следственные изоляторы, посещения кандидатами в судьи следственных изоляторов.
В качестве члена комиссии по законности Моссовета и Председателя межведомственной комиссии по делам тюрем (спец-учреждений и профилактики правонарушений) добился реконструкции двух лечебно-трудовых профилакториев в СИЗО и тем самым способствовал увеличению мест и уменьшения переполненности в камерах следственных изоляторов города Москвы. Активно сотрудничал при этом с мэрией и лично Ю. М. Лужковым, за что Мэр Москвы Лужков благодарил А. В. Бабушкина в 1992 году на совещании по вопросам тюрем в г. Москве. Осуществлял депутатский контроль положения соблюдения прав человека во всех Московских СИЗО и исполнял обязанности председателя наблюдательной комиссии при СИЗО № 2 города Москвы, где участвовал в рассмотрении дел по амнистии 1992 года. Сумел добиться выхода на свободу многих заключённых, которые находились там незаконно.
В августе 1991 года защищал Белый Дом от ГКЧП.
В 1991 году выступил против закрытия ЛТП.
Участвовал в двух голодовках депутатов Моссовета (март и сентябрь 1991 года) в связи с отказом назначить начальником ГУВД Москвы генерал-лейтенанта милиции В. С. Комиссарова.
В сентябре 1991 года на А. В. Бабушкина в подъезде дома было совершено нападение, квалифицированное, как хулиганство (до настоящего времени не раскрыто).
В 1991 году был заместителем председателя Совета по расследованию антиконституционной деятельности. Несмотря на критическое отношение к путчу августа 1991 года на этой должности предпринял меры, направленные на то, чтобы случайные или второстепенные сторонники ГКЧП не были подвергнуты репрессиям.
В 1990 году был членом группы Моссовета по приёму и расселению в Московском регионе армянских беженцев из Баку. Лично вел приём и помог многим армянским семьям, бежавшим от погромов в Баку, получить убежище.
Вместе с помощником П. Б. Володарским добился создания в Москве объединённого с Московской областью Бюро несчастных случаев при ГУВД города Москвы.
Проводил регулярный депутатский приём всех желающих прямо в здании Моссовета (в кабинете № 609 над кабинетом Ю. М. Лужкова).
В декабре 1993 года подверг критике и голосовал против проекта Конституции РФ, так как та не предусматривала ряда социальных прав граждан, а также выборности судей.
После роспуска Моссовета избран директором общественной организации Общества попечителей пенитенциарных учреждений[7].

#### Позиция в 1993
Был резким противником антиконституционного переворота Ельцина и защитником Верховного Совета.
Совместно (и по поручению) с председателем Моссовета Н. Н. Гончаром и заместителем прокурора города Москвы Антошеным освободил из отделений милиции города Москвы многих незаконно задержанных граждан в период 26 сентября — 3 октября.
26 сентября лично участвовал в попытке прорыва блокады Верховного Совета вместе с группой депутатов Моссовета и райсовета Октябрьского района, но был задержан ОМОН и через 20 минут отпущен под давлением депутатов.
Выступал на многих митингах в поддержку Верховного Совета. В ночь с 3 на 4 октября после расстрела граждан в районе Останкино пытался встретиться с Ю. М. Лужковым, чтобы проинформировать его о трагедии и предложить принять меры к примирению враждующих сторон, но был задержан радикально настроенными сторонниками Ельцина.
4 октября 1993 года был задержан у Белого дома, пролежал 8 часов на земле под угрозой расстрела и доставлен в СИЗО Красная Пресня, откуда был через 4 часа выпущен. На следующий день был награждён медалью «Защитнику Свободной России» за защиту Белого Дома в 1991 году.

### Муниципальный депутат района Отрадное
2 марта 2008 года был избран депутатом Совета депутатов муниципального района Отрадное города Москвы с результатом 33,7 %. В 2012 году вновь избран в этом же округе с результатом 45,75 %.
Возглавил постоянную комиссию по строительству, благоустройству и потребительскому рынку. На этом посту активно выступил против уплотнительной застройки, в частности против строительства транспортно-пересадочного узла, коммерциализации парковочного пространства, застройки природоохранных зон, сторонником развития малого бизнеса, усиления общественного контроля за органами власти, здравоохранением и транспортом.
В 2017 году вновь избран депутатом Совета депутатов района Отрадное. Председатель Комиссии Совета депутатов по социально-экономическому развитию района.

## Смерть
Скончался на 59-м году жизни в ночь с 13 на 14 мая 2022 года в больнице в Москве, куда был госпитализирован накануне вечером. Причина смерти — панкреатит. Похоронен на Митинском кладбище Москвы. 47 участок. 

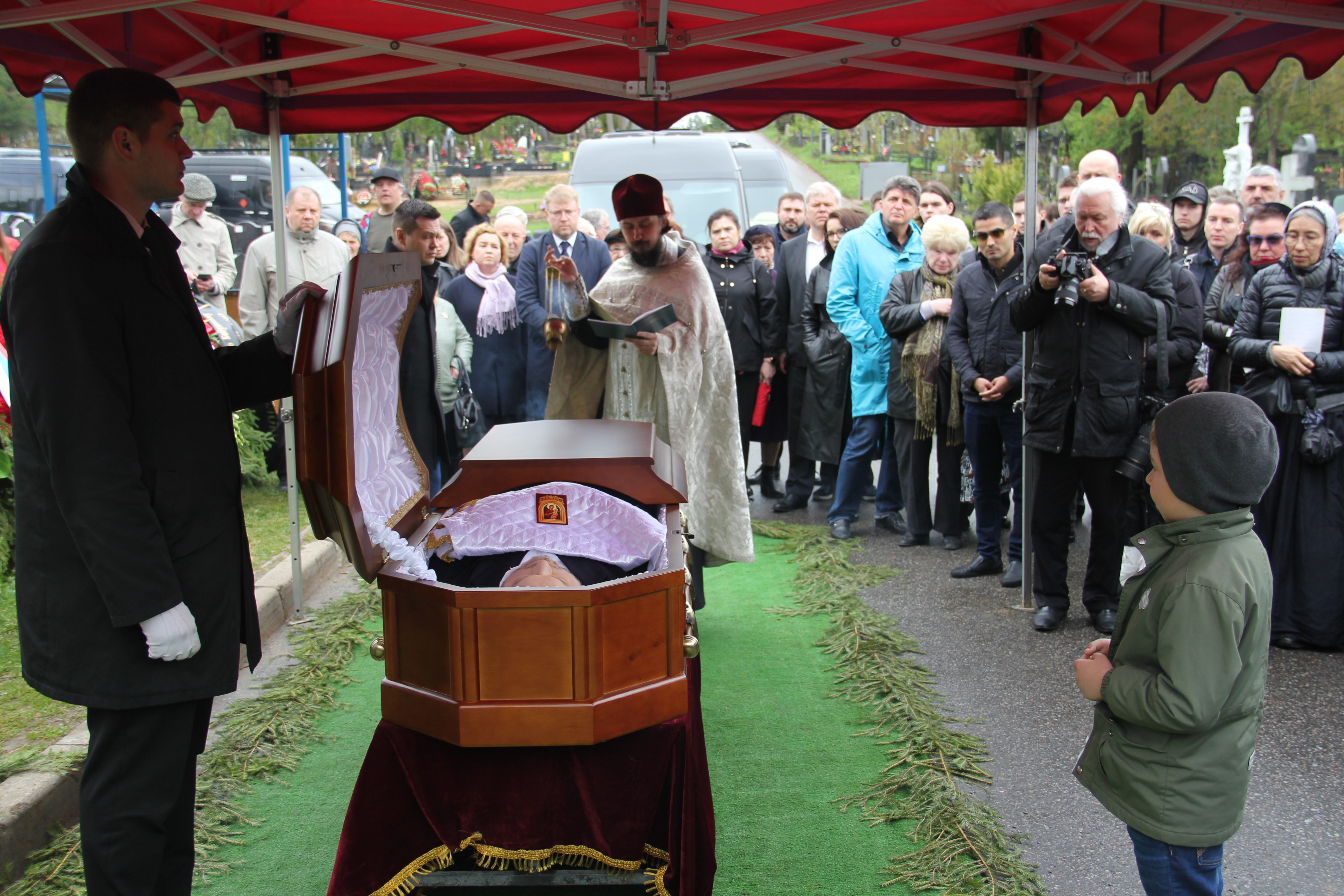
Похороны Андрея Бабушкина на Митинском кладбище Москвы, 17 мая 2022 года.

## Память

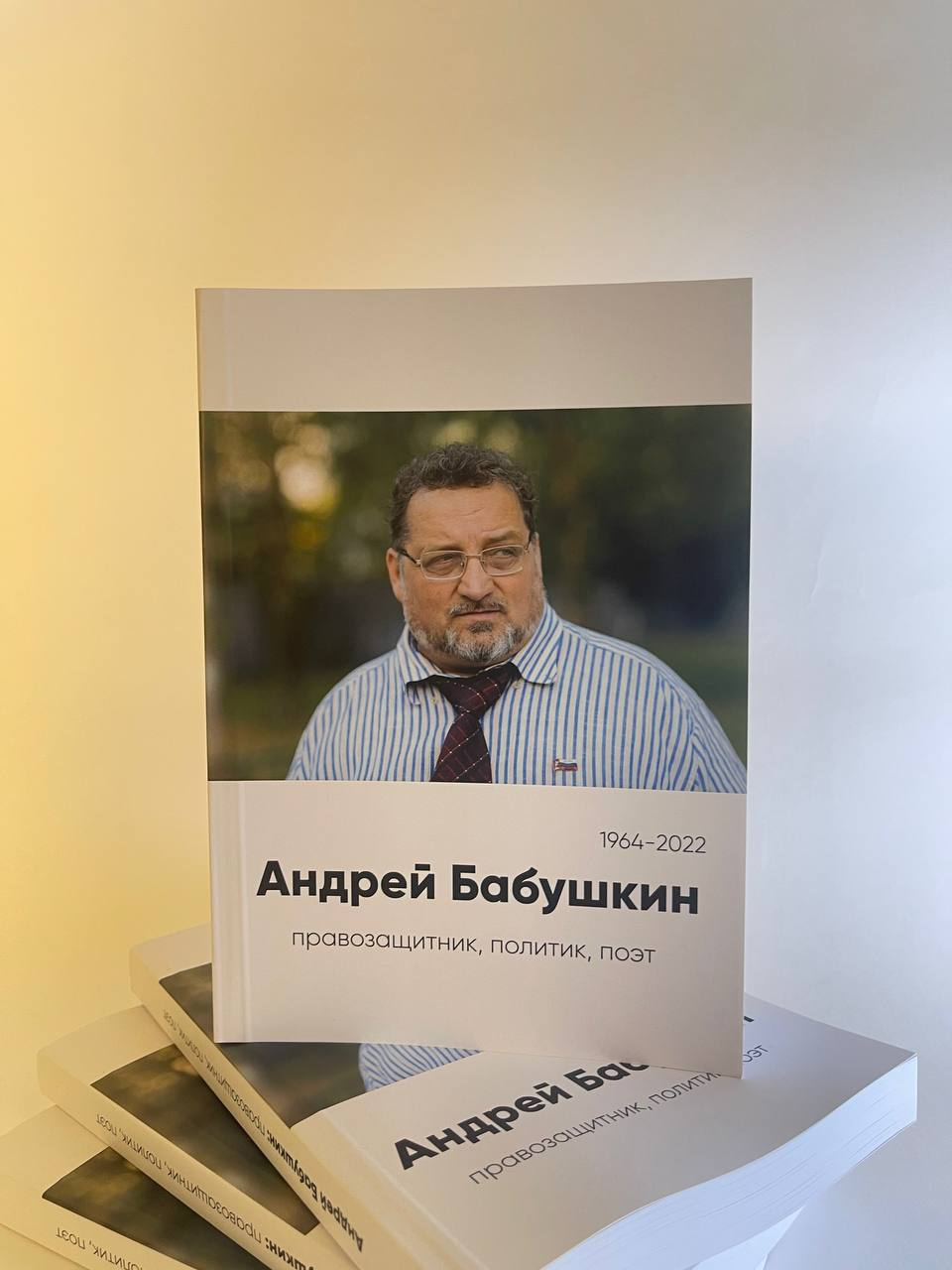
Книга «Андрей Бабушкин: правозащитник, политик, поэт».

23 мая 2022 года в московском офисе партии «Яблоко» прошел вечер памяти Андрея Бабушкина. О его жизни и работе вспоминали коллеги по партии и правозащитному движению: Григорий Явлинский, Валерий Борщёв, Максим Круглов, Виктор Коган-Ясный и другие.
В мае 2023 года в «Яблоке» вновь прошел вечер памяти правозащитника, в котором приняли участие: Ева Меркачева, Борис Альтшулер, Вячеслав Игрунов и другие.
Весной 2024 года «Центр содействия реформе уголовного правосудия» выпустил подготовленную бывшим помощником Андрея Бабушкина в «Комитете за гражданские права» Федором Рендницким книгу памяти правозащитника «Андрей Бабушкин: правозащитник, политик, поэт». В нее вошли биография Бабушкина, воспоминания о нем коллег и друзей, а также тексты и стихотворения его авторства. Презентация сборника состоялась 14 мая 2024 года в московском офисе партии «Яблоко». В ходе мероприятия своими воспоминаниями о правозащитнике поделились: Владимир Лукин, Михаил Федотов, Светлана Ганнушкина, Валентин Гефтер и другие.

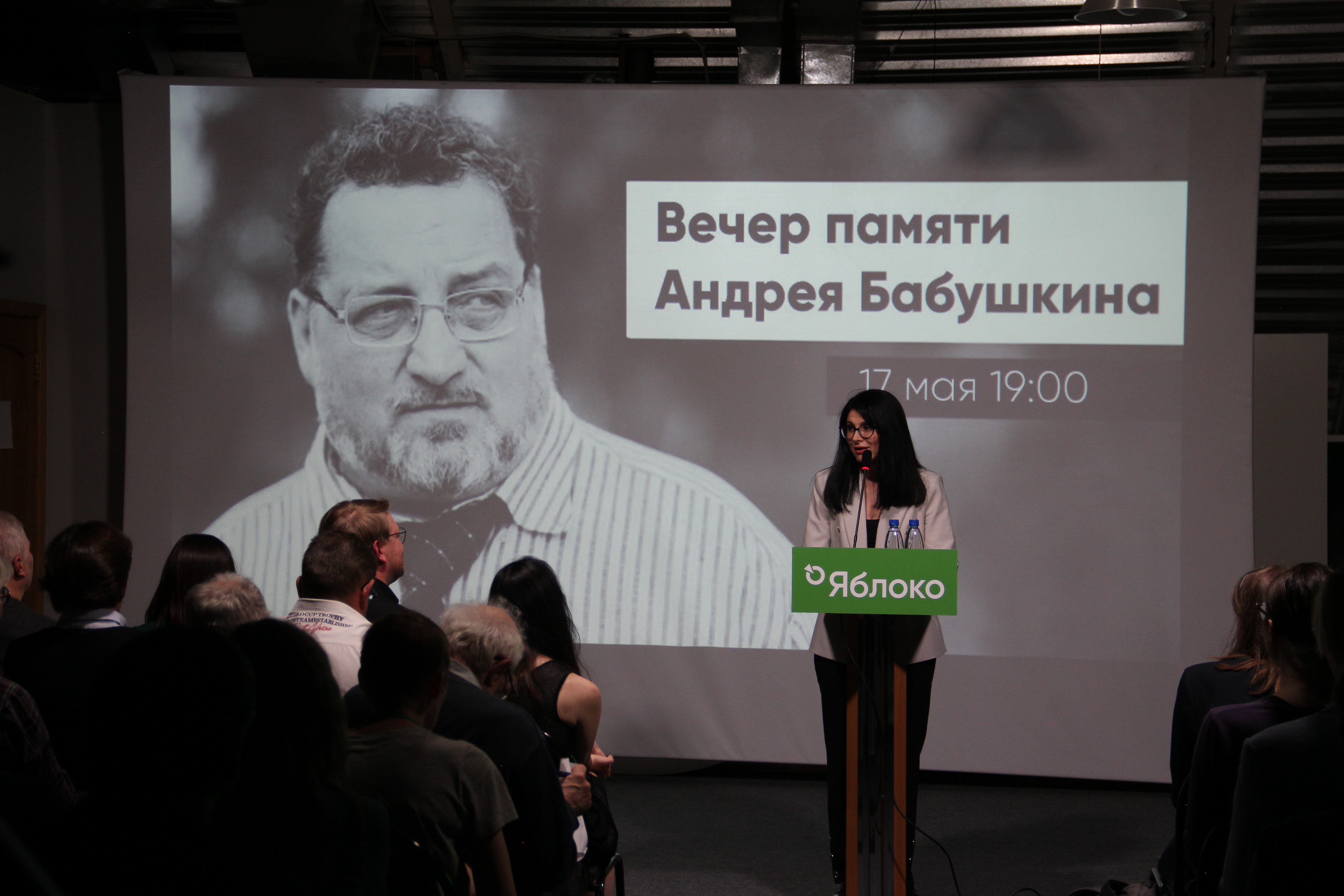
Член СПЧ Ева Меркачёва выступает на вечере памяти Андрея Бабушкина в московском офисе партии «Яблоко», 17 мая 2023 года

Также Андрей Бабушкин является одним из героев спектакля «Правозащитники» Театра.doc.

## Награды
Медали, премии и знаки
- Медаль «Защитнику свободной России» — за защиту Белого Дома в 1991 году (5 октября 1993)
- Медаль «В память 850-летия Москвы» (1997)
- Медаль Кемеровской области «За верность и добро» (2007)
- Премии Московской Хельсинкской группы в номинации «за деятельность в защите социальных прав и интересов местных сообществ» (2009)
- Почётный знак «За содействие МВД» (2011)
- Медаль Уполномоченного по правам человека РФ «Спешите творить добро» (2014)
- Общественная медаль «За успехи и усердие в труде» (2018)
- Общественная медаль «За благотворительность и милосердие» (2017)

Титулы
- Почётный Председатель Общественной наблюдательной комиссии города Москвы (2016)

Благодарности, благодарственные письма и подарок
- Благодарность Президента Российской Федерации (26 июня 2018)
- Благодарственное письмо начальника ОМВД по району Отрадное (2018)
- Благодарность Уполномоченного по правам человека в РФ (2019)
- Благодарственное письмо Уполномоченной по правам человека в городе Москве (20 февраля 2017)
- Ценный подарок ФСИН России «за заслуги в оказании помощи в выполнении задач, возложенных на ФСИН» (24 января 2019)[26]

Грамоты и дипломы
- Почётная грамота министра внутренних дел Российской Федерации «за активную работу в составе Общественного совета МВД России» (26 февраля 2009)
- Почётная грамота начальника ГУ МВД по городу Москве (12 февраля 2014)
- Почётная Грамота Префекта СВАО города Москвы (2014)
- Почётная грамота советника Президента Российской Федерации (2014)
- Почётная грамота Уполномоченной по правам человека в городе Москве (17 октября 2016)
- Диплом Общероссийской организации «Офицеры России» в номинации «Защита прав человека» (2016)
- Почётная грамота начальника ГУ МВД по городу Москве (2017)
- Почётная грамота общины коренных малочисленных народов Сахалинской области (2019)
- Почётная грамота советника Президента Российской Федерации (2019)

## Публицистика
1. Как подростку защитить свои права //Москва. — 1999.
2. Как учителю защитить свои права //Москва. — 2000.
3. Если вы оказались в милиции //Москва. — 2010.
4. Карманная книжка заключённых и их родственников //Москва. — 2008.
5. Настольная книжка заключенных и их родственников — Москва, 2012, 2014, 2016
6. Карманная книжка потерпевшего //Москва. — 1998.
7. Карманная книжка общественного защитника //Москва. — 2000.
8. Карманная книжка жертвы пыток //Москва. — 2000 и 2002.
9. Карманная книжка условно осужденного //Москва. — 2000.
10. Карманная книжка опекуна и попечителя //Москва. — 2000.
11. Карманная книжка пенсионера //Москва. — 2000.
12. Наставление по проверке соблюдения прав, свобод и законных интересов граждан в деятельности органов внутренних дел //Москва. — 2009.
13. Если вы обратились в милицию //Москва. — 2009.
14. Краткая памятка бездомному: как защить права самому и к кому обратиться за помощью, если Вы стали бездомным //Москва. — 1995.
15. Карманная книжка бездомного //Москва. — 1994, 1995, 1998, 2001.
16. Исторические прогулки по Отрадному и его окрестностям //Москва. — 1995, 1997 и 2001.
17. Когда за спиной детский дом //Москва. — 1997 и 2001.
18. Сотруднику полиции о правах человека //Москва 2006, 2008—2013.
19. Настольная книжка заключенных и их родственников //Москва — 2012, 2014, ?, 2020 А. В. Бабушкин, А. В. Маяков.
20. Наставление по осуществлению общественного контроля за местами отбытия административного ареста — 2013—2014 А. В. Бабушкин, А. В. Маяков.
21. В помощь социально ориентированным инициативам заключённых 2013—2014 А. В. Бабушкин, А. В. Маяков.
22. Дальнейшая реформа полиции и ожидания гражданского общества — 2013 А. В. Бабушкин, А. В. Маяков.
23. Карманная книжка общественного защитника — 2013 А. В. Бабушкин, А. В. Маяков.
24. Наставления по работе групп немедленного реагирования //Москва — 2013 А. В. Бабушкин, А. В. Маяков.
25. Если вы повстречали полицию М.: РОДП «Яблоко». 2013 — с. 104
26. Карманная книжка условно осужденного //Москва — 2014 А. В. Бабушкин, А. В. Маяков.
27. Карманная книжка пациента //Москва — 2015 А. В. Бабушкин, А. В. Маяков.
28. Основные права пациентов (памятка) //Москва — 2015 А. В. Бабушкин, А. В. Маяков.
29. В 20 километрах от линии фронта (Алтуфьево, Бибирево, Медведково, Отрадное в годы Великой Отечественной войны) — 2016 год, Москва.
30. Россиянин — значит интернационалист. М: РОДП РОДП «Яблоко». 2-е издание, б.г. — с. 62

### Интервью
- «Соавтор амнистии, член СПЧ Бабушкин: Депутаты госдумы могут изменить наш текст до неузнаваемости» на сайте телеканала ДО///ДЬ. 11 октября 2013 г.
- «В Москве насчитывается около десяти тысяч беспризорных детей» на сайте Радио «Свобода». 15 ноября 2001 г.
- «Генералы вокзальных перронов» на сайте Экспресс-газеты. 19 декабря 2001 г.

### Публикации Бабушкина
- «Есть три основные проблемы защиты прав детей на федеральном уровне» на сайте газеты «Первое сентября». Июль 2008 г.

### Публикации о Бабушкине
- Никитинский, Леонид. "Учитель Бабушкин. Явас. Записки на манжетах члена Совета по правам человека, дилетанта на сайтеНовой газеты. 28 марта 2014 г. Архивная копия.
- Масальцев, Матвей «Контрольный рейд» на сайте Грани.ру. 8 июля 2005 г.